# Mikaela Calcagno
Mikaela Calcagno (Imperia, 30 novembre 1973) è una giornalista e conduttrice televisiva italiana.

## Carriera
Iscritta all'Albo dei giornalisti professionisti dal 30 gennaio 2006, ha esordito nel giornalismo sportivo televisivo nel 2002 per l'emittente Telenord di Genova, affiancando Aldo Biscardi nella trasmissione Il derby del martedì. Nel dicembre 2003 è entrata a far parte del circuito dell'emittente RomaUno Tv, dove è stata conduttrice del telegiornale e dove si è occupata di calcio e basket. Sempre per la stessa emittente ha curato e realizzato programmi sulle squadre di calcio romane, Roma e Lazio.
Passata alle reti Mediaset nel 2005, entra a far parte della redazione sportiva di Italia 1 e appare nelle principali trasmissioni sportive dell'emittente, tra cui Studio Sport e Domenica Stadio. Con l'avvento del digitale terrestre, a partire dal 2008 viene assegnata alle reti sportive a pagamento di Mediaset Premium, dove si occupa della conduzione dei notiziari sportivi e di altre trasmissioni, quali Serie A Live e Speciale Calciomercato, in onda su Premium Calcio.
Dal 2020 è tra i volti di TGcom24.